# Лоди (провинция)
Лоди (на италиански: Provincia di Lodi) е провинция в Италия, в региона Ломбардия.
Площта ѝ е 782 км², а населението – около 221 000 души (2007). Провинцията включва 60 общини, административен център е град Лоди.

## Административно деление
Провинцията се състои от 60 общини:
- Лоди
- Абадия Черето
- Бертонико
- Боргето Лодиджано
- Борго Сан Джовани
- Бофалора д'Ада
- Брембио
- Валера Фрата
- Виланова дел Силаро
- Галганяно
- Графиняна
- Гуардамильо
- Дзело Буон Персико
- Кавенаго д'Ада
- Казалето Лодиджано
- Казалмайоко
- Казалпустерленго
- Казеле Ланди
- Казеле Лурани
- Кастелджерундо
- Кастелнуово Бока д'Ада
- Кастильоне д'Ада
- Кастирага Видардо
- Кодоньо
- Комацо
- Корнеляно Лауденсе
- Корно Джовине
- Корновекио
- Корте Палазио
- Креспиатика
- Ливрага
- Лоди Векио
- Майраго
- Малео
- Макасторна
- Марудо
- Масаленго
- Мелети
- Мерлино
- Монтаназо Ломбардо
- Мулацано
- Орио Лита
- Осаго Лодиджано
- Оспедалето Лодиджано
- Пиеве Фисирага
- Салерано сул Ламбро
- Сан Мартино ин Страда
- Сан Роко ал Порто
- Сан Фиорано
- Сант'Анджело Лодиджано
- Санто Стефано Лодиджано
- Секуняго
- Сена Лодиджана
- Сомаля
- Сордио
- Тавацано кон Вилавеско
- Теранова дей Пасерини
- Турано Лодиджано
- Фомбио
- Червиняно д'Ада